# Heumen
Heumen est un village et une commune néerlandaise, en province de Gueldre, au confluent de la Meuse et du Canal de la Meuse au Waal.
Jusqu'au XXe siècle Heumen était le village principal, mais maintenant Malden compte la majorité des habitants de la commune, et la mairie est aussi à Malden. Malgré cela on n'a pas changé le nom de la commune. Dans l'église réformée de Heumen, qui date du XIVe siècle, se trouve le cénotaphe de Louis et Henri de Nassau et au bord de la Meuse sont enfouis sous un tertre les vestiges du château de Heumen. L'écluse de Heumen garde l'entrée du Canal de la Meuse au Waal. La capacité de l'écluse de Heumen a été plus que doublée par la construction d'une deuxième écluse en 2012-2013.

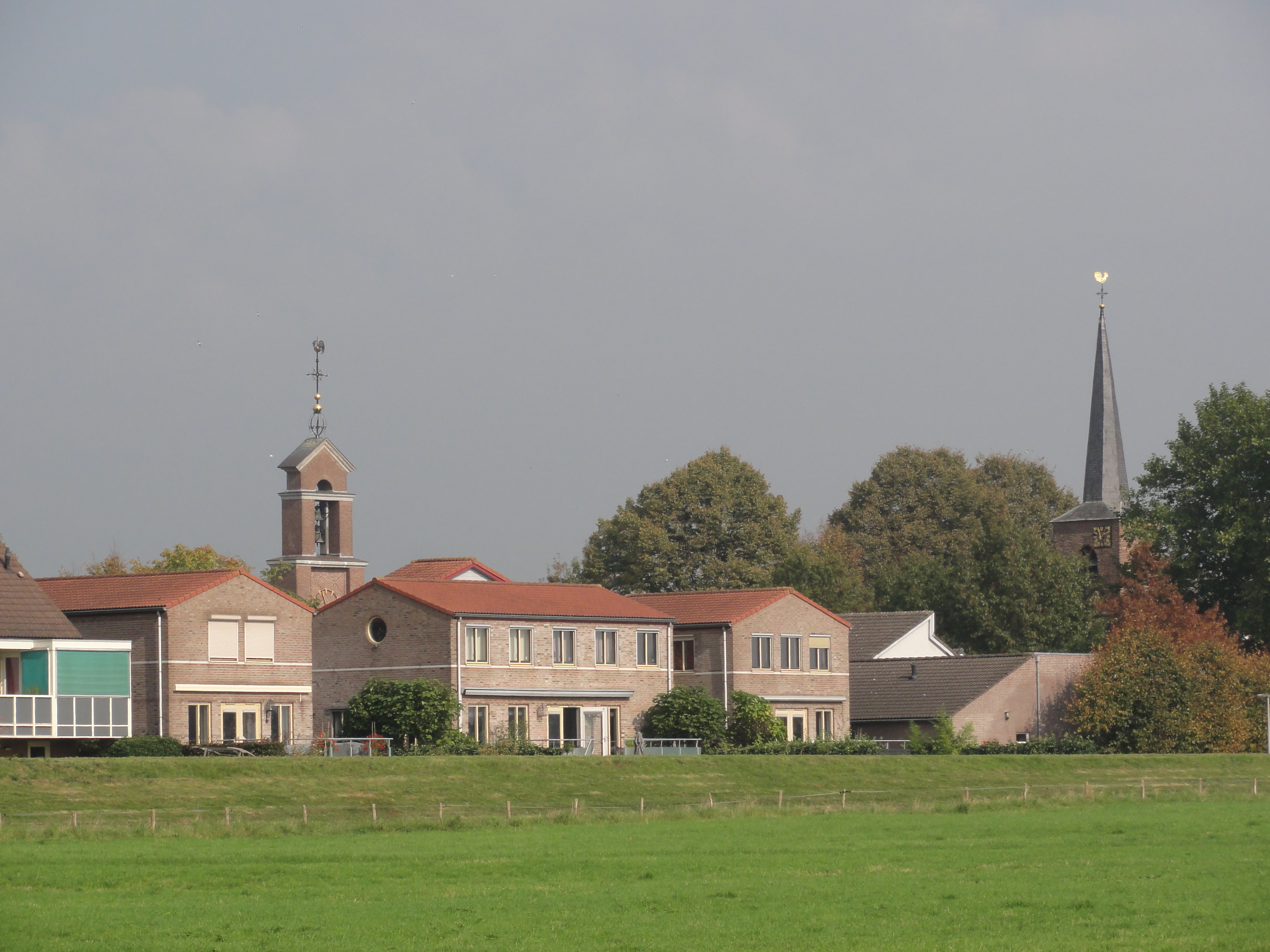
Heumen derrière la digue de la Meuse
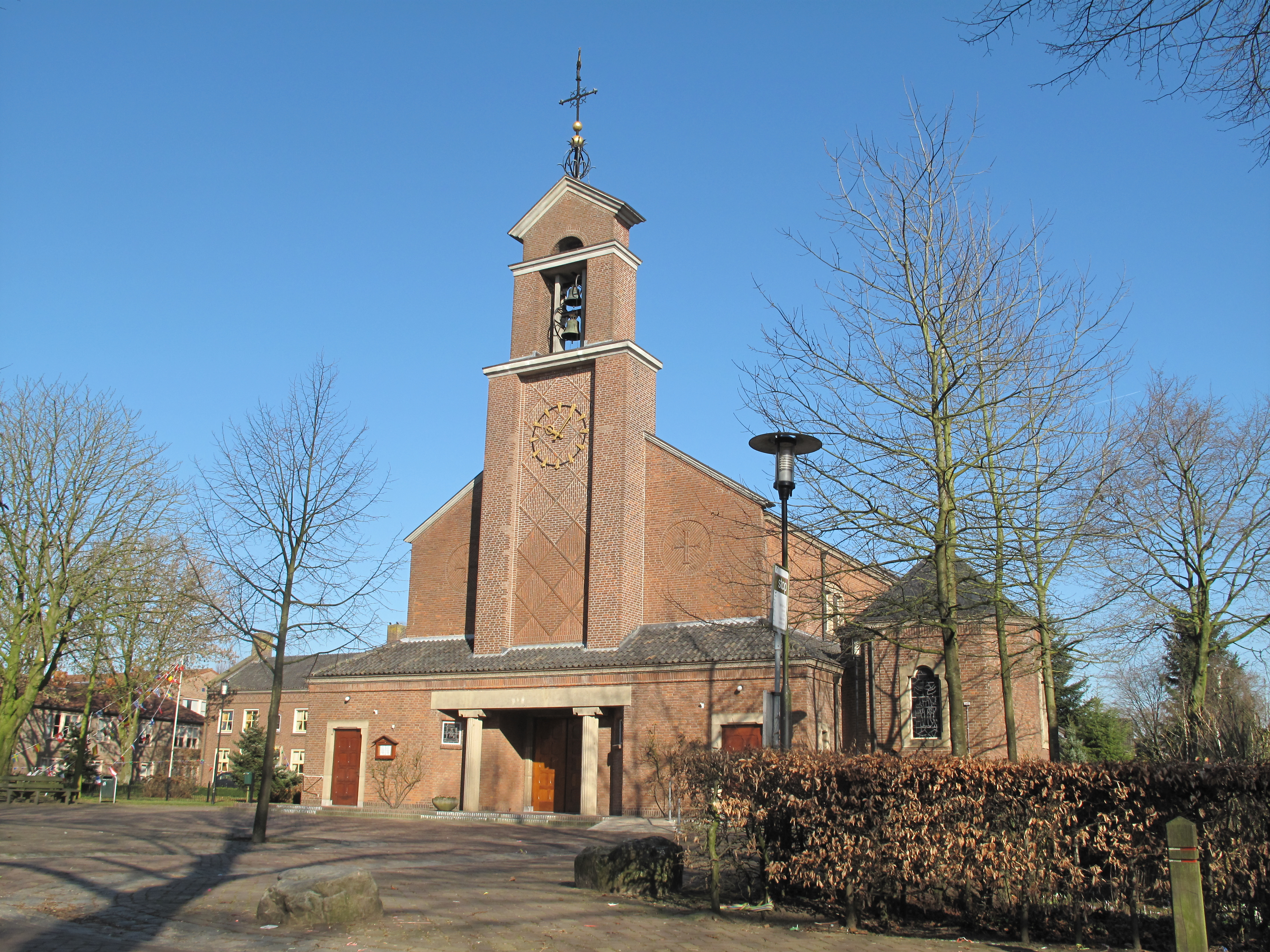
Heumen, église catholique romaine: de H. Georgiuskerk
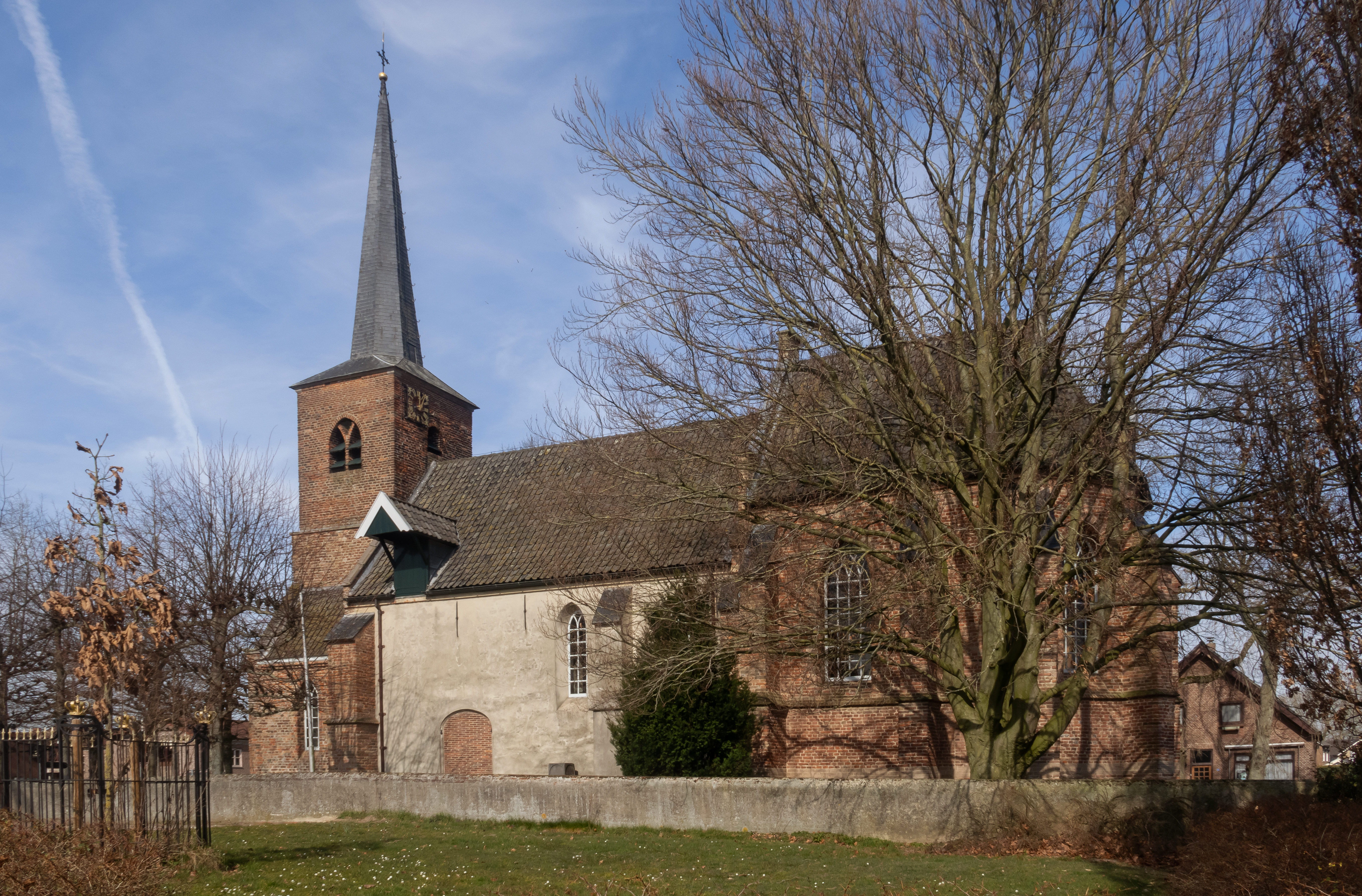
Heumen, église protestante: de Oude of Sint Joriskerk
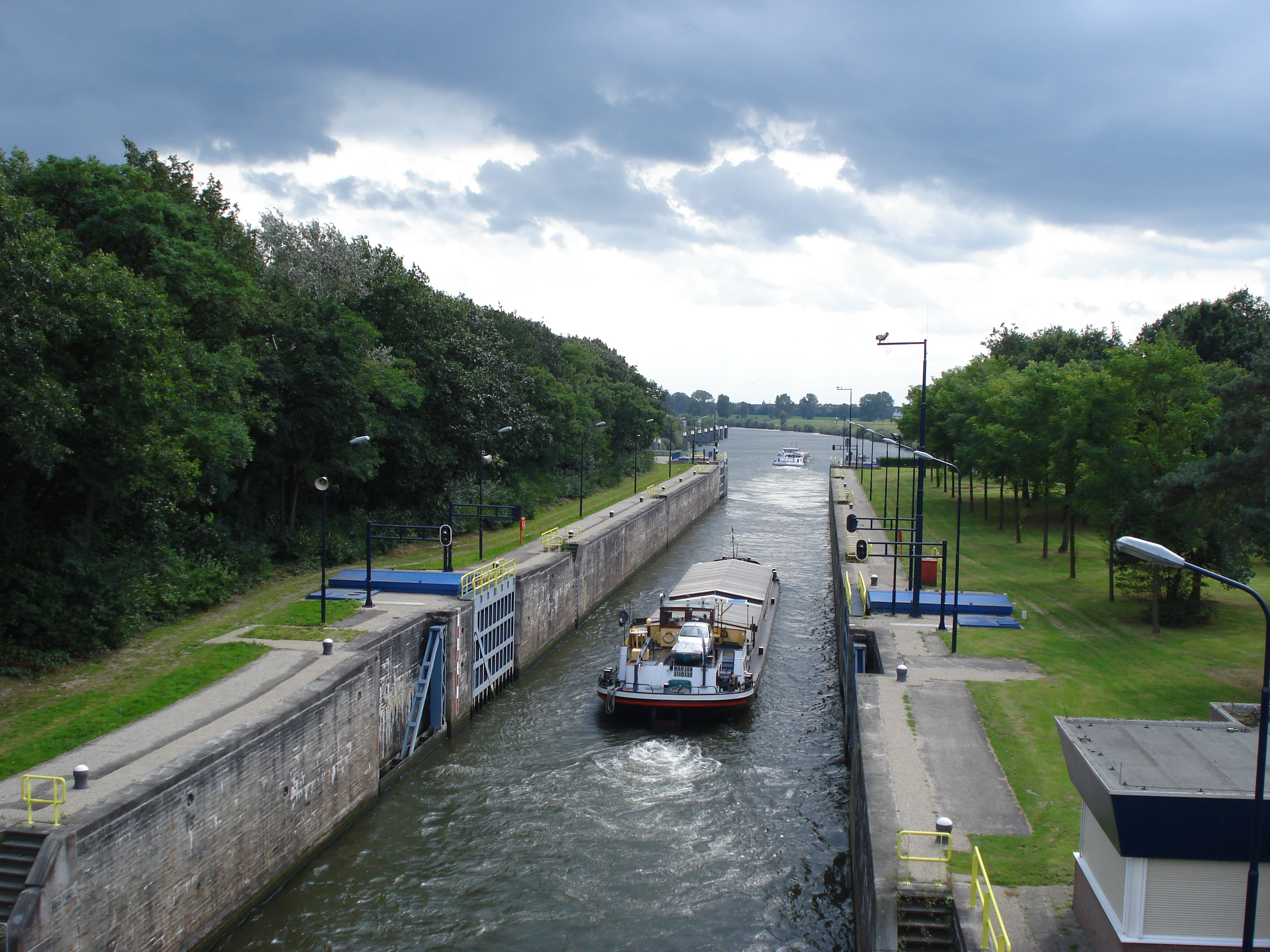
Heumen, la première écluse
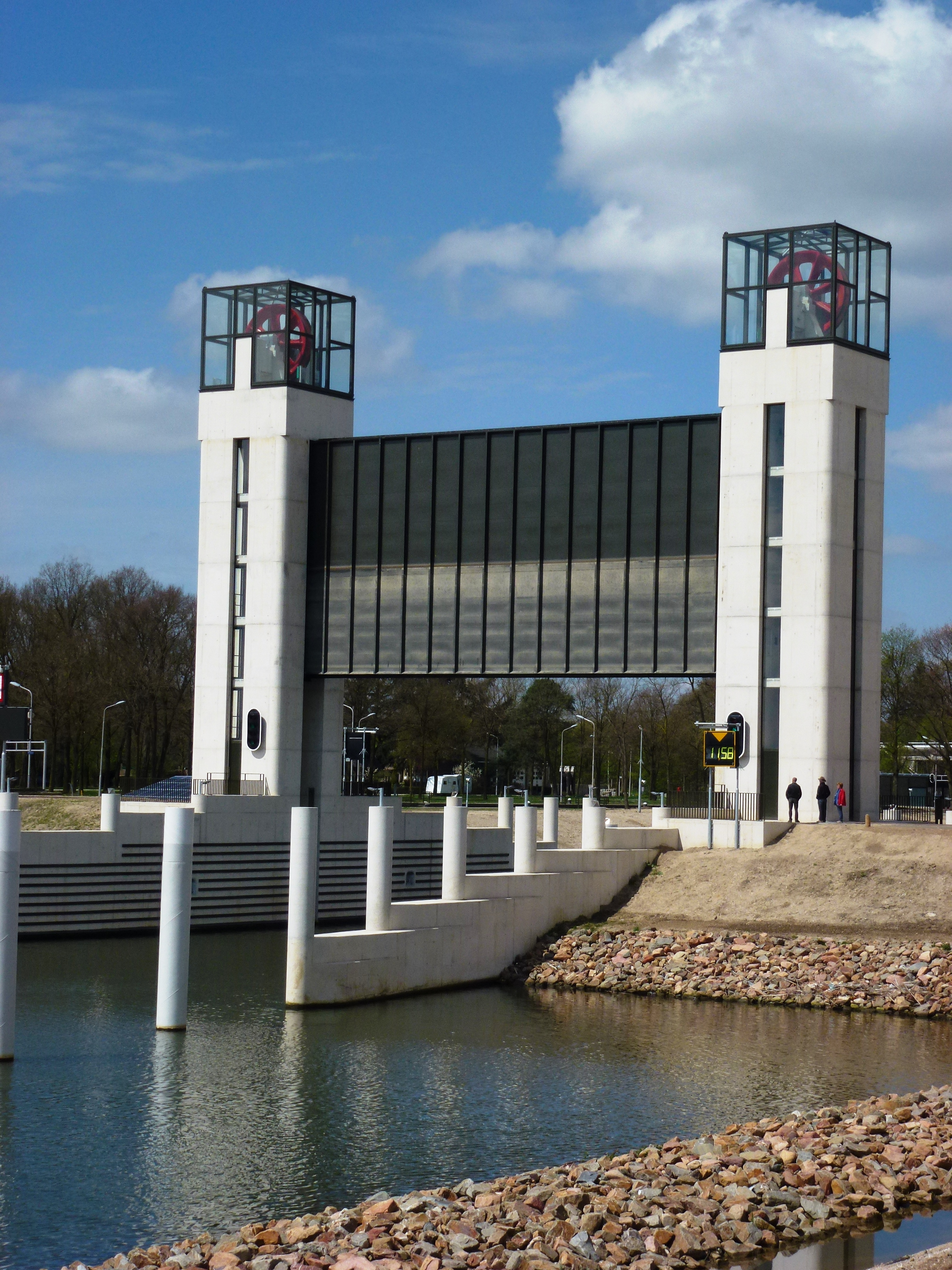
La seconde écluse

## Localités
- Malden
- Heumen
- Overasselt
- Nederasselt

## Politique et administration

### Liste des bourgmestres successifs
| Portrait                                                                | Identité                              | Période          | Période       | Durée                     | Étiquette                  | Fonction              |
| Portrait                                                                | Identité                              | Début            | Fin           | Durée                     | Étiquette                  | Fonction              |
| ----------------------------------------------------------------------- | ------------------------------------- | ---------------- | ------------- | ------------------------- | -------------------------- | --------------------- |
| Pas de portrait sous licence libre disponible pour Geert-Jan Nillesen.  | Geert-Jan Nillesen (d) (1932 - 2014)  | décembre 1968    | 1977          | 9 ans                     | Parti populaire catholique |                       |
| Pas de portrait sous licence libre disponible pour Hein Aalders.        | Hein Aalders (d) (1923 - 2020)        | 1978             | 1980          | 2 ans                     | Parti populaire catholique |                       |
| Piet Cramwinckel                                                        | Piet Cramwinckel (d) (1912 - 2001)    | juillet 1980     | décembre 1980 | 5 mois                    | Parti populaire catholique | Maire par intérim (d) |
| Pas de portrait sous licence libre disponible pour Franz Grienberger.   | Franz Grienberger (d) (né en 1941)    | décembre 1980    | août 2003     | 22 ans et 8 mois          | Appel chrétien-démocrate   |                       |
| Jan van Zomeren                                                         | Jan van Zomeren (d) (né en 1952)      | septembre 2003   | 2011          | 8 ans                     | Parti travailliste         |                       |
| Pas de portrait sous licence libre disponible pour Paul Mengde.         | Paul Mengde (d) (né en 1951)          | 1er février 2011 | 1er mars 2011 | 1 mois                    | Parti travailliste         | Maire par intérim (d) |
| Pas de portrait sous licence libre disponible pour Paul Mengde.         | Paul Mengde (d) (né en 1951)          | 1er mars 2011    | décembre 2016 | 5 ans et 9 mois           | Parti travailliste         |                       |
| Pas de portrait sous licence libre disponible pour Marriët Mittendorff. | Marriët Mittendorff (d) (née en 1952) | 1er janvier 2017 | 18 mai 2017   | 4 mois et 17 jours        | Appel chrétien-démocrate   | Maire par intérim (d) |
| Pas de portrait sous licence libre disponible pour Marriët Mittendorff. | Marriët Mittendorff (d) (née en 1952) | 18 mai 2017      | En cours      | 7 ans, 9 mois et 24 jours | Appel chrétien-démocrate   |                       |